# Parafia Wszystkich Świętych w Chorzelowie
Parafia Wszystkich Świętych w Chorzelowie – parafia rzymskokatolicka w dekanacie Mielec Północ w diecezji tarnowskiej. 

## Historia parafii
Parafia powstała w drugiej połowie XIII w. jako fundacja rycerska. Pierwsze wzmianki o parafii pojawiają się w 1326 r. Przez ponad dwa wieki parafia rozwijała się do momentu, kiedy biskup krakowski w 1526 r. zniósł parafię i utworzył z niej tzw. „wieczystą wikarię” parafii w Mielcu. Taki stan trwał do roku 1854, kiedy bp tarnowski Józef Alojzy Pukalski przywrócił kościołowi w Chorzelowie prawa parafii.

## Kościoły i kaplice
Do parafii należą:
- Kościół Wszystkich Świętych w Chorzelowie
- Kaplica Dobrego Pasterza w Chrząstowie
- Kaplica Miłosierdzia Bożego w Ławnicy[1]

## Wspólnoty parafialne
- Grupa Młodzieżowa „Chorzelów”
- Biblijna Grupa Dyskusyjna
- Akcja Katolicka
- Caritas
- Chór sanktuaryjny
- Dziewczęca Służba Maryjna
- Grupa Modlitewna Św. Ojca Pio
- III Zakon Świecki św. Franciszka z Asyżu (Tercjarze)
- Legion Maryi
- Lektorzy
- Ministranci
- Róże Żywego Różańca
- Zespół muzyczny
- Stowarzyszenie Rodzin Katolickich[1]

## Proboszczowie
- ks. Andrzej Rams (2001– )[2]